# Онежская регата
Оне́жская рега́та — международная многодневная парусная регата на яхтах, которая ежегодно проходит в Республике Карелия на акватории Онежского озера со стартом и финишем в городе Петрозаводске. Одно из главных летних событий в республике. Проводится с 1972 года. В советские годы гонка называлась «соревнования на Кубок Онежского озера».

## История
В 1972 году была проведена стомильная гонка восьми крейсерских яхт. Её инициатором стал московский учёный, конструктор ОКБ-52, автор книг по парусному спорту и яхтсмен Николай Владимирович Григорьев, организовавший проведение гонки с коллегами из московских яхт-клубов.
В 1976 году регата получила статус всесоюзных соревнований и наименование «Кубок Онежского озера».
В 1980-е годы получила статус всесоюзных соревнований на призы газеты «Советская Россия».
С 1994 года регата имеет статус открытого чемпионата России по парусному спорту в классе крейсерских яхт. Общая протяжённость составляла около 500 миль.
В 2000 году регата проходила с 23 июля по 4 августа и состояла из пяти гонок суммарной длиной около 500 зачётных миль. Места промежуточных стоянок: пос. Пиндуши, Петрозаводск, о. Суйсари.
В 2011 году регата проходила с 23 по 31 июля. Яхтенные соревнования «Онего-2011» были включены в Единый календарный план межрегиональных, всероссийских и международных физкультурных мероприятий Министерства спорта, туризма и молодёжной политики России. Также она впервые прошла совместно с «Банковским кубком».

## Участники первой регаты 1972 года
- Артемов Владимир Александрович (1946-2011), яхта "Борей", яхт-клуб "Аврора"
- Григорьев Николай Владимирович, яхта «Пинта»[5][6].
- Боровиков Александр Петрович (1940—2005), яхта «Персей» проекта Л-4, яхт-клуб МГУ
- Иванов Вадим Александрович, яхта «Наука», яхт-клуб МГУ
- Мошковский Сергей Яковлевич (1929—2014)[7][8], яхт-клуб «Парус», пос. Тишково, Московская область
- Парохоня Наталия Павловна, яхта «Нева», яхт-клуб «Буревестник»
- Потапкин Сергей Павлович, яхта «Персей» проекта Л-4, яхт-клуб МГУ
- Самойлов Леонид Петрович (1929—2014)[9], яхт-клуб «Спартак»
- Сухов Леонид Владимирович
- Хлебушкин Алексей Сергеевич, яхт-клуб «Труд» (?)

## Организаторы
С 1985 года по начало 1990-х годов организаторами регаты были:
- Шорохов Евгений Акимович - Председатель Спорткомитета Республики Карелия
- Смирнов Фёдор Павлович - Председатель Федерации парусного спорта Республики Карелия
- Кондаков Анатолий Николаевич - представитель Федерации парусного спорта СССР и, позднее, ВФПС.

Преподаватели МФТИ
- Новосёлов Павел Николаевич (1943 — 2016)
- Демарин Юрий Дмитриевич (1943 - 1993)[10].
- Домнин Пётр Викторович (1955? - 2010)

## Председатели гоночного комитета регаты
- Малиновский

## Мерители регаты
- Рискин Икар Васильевич
- Мухин Анатолий Петрович

## Представители спонсора регаты
- Евстратов Валерий Александрович[11]

## Призёры регаты
| Класс яхт «Четвертьтонники» |           |                  |                               |
| Место                       | Яхта      | Рулевой          | Город                         |
| I                           | «Квартет» | Николай Самойлов | Москва, Дубна                 |
| II                          | «Бемби»   | Леонид Чижик     | Санкт-Петербург, Петрозаводск |
| III                         | «Улан»    | Иван Ивановский  | Москва, Владивосток           |

| Класс яхт «Open800» |          |                  |                         |
| Место               | Яхта     | Рулевой          | Город                   |
| I                   | «Телери» | Михаил Матаруев  | Санкт-Петербург         |
| II                  | «Enigma» | Сергей Голофаст  | Москва, Санкт-Петербург |
| III                 | «Глобус» | Андрей Никандров | Санкт-Петербург, Москва |

| Яхты, обмеренные в соответствии с Международными правилами обмера IOR-IIIA |         |                    |                      |
| Место                                                                      | Яхта    | Рулевой            | Город                |
| I                                                                          | «Улисс» | Игорь Белоусов     | Москва               |
| II                                                                         | «Шаман» | Сергей Кузьмин     | Москва, Петрозаводск |
| III                                                                        | «Умка»  | Алексей Решетников | Москва, Королёв      |

| Яхты зачетной группы «32 фута» |             |                  |           |
| Место                          | Яхта        | Рулевой          | Город     |
| I                              | «Иероглиф»  | Алексей Чукаев   | Ярославль |
| II                             | «Кондопога» | Олег Прокопов    | Кондопога |
| III                            | «Авангард»  | Михаил Феклистов | Кондопога |

## Список гонок
| №  | Год  | Сроки проведения    | Число участников | Длина гонки | Примечание |
| -- | ---- | ------------------- | ---------------- | ----------- | --- |
| 40 | 2011 | 23 — 30 июля        | 41 яхта          | -           | |
| 39 | 2010 | 10 — 17 июля        | 22 яхты          | 300 миль    | |
| 38 | 2009 | 25 июля — 1 августа | 14 яхт           | 450 миль    | Из 14 яхт 11 были яхты класса «Open800». |
| 37 | 2008 | 5 — 12 июля         | 22 яхты          | 400 миль    | В 2008 году регата была смещена на июнь и сокращена до одной недели, чтобы вписать её в кубок класса OPEN 800. При этом для остальных классов регата практически не состоялась. |
| 36 | 2007 | -                   | 33 яхты          | -           | |
| 35 | 2006 | -                   | 44 яхты          | -           | |
| 34 | 2005 | -                   | -                | -           | |
| 33 | 2004 | 19 июля — 1 августа | 50 яхт           | -           | |
| 32 | 2003 | 21 — 31 июля        | 52 яхты          | 400 миль    | Впервые в регате участвовали суда класса «Микро». |
| 31 | 2002 | 19 июля — 1 августа | -                | -           | |
| 30 | 2001 | -                   | -                | -           | |
| 29 | 2000 |                     | 41 яхта          | -           | |
| 28 | 1999 | -                   | -                | -           | |
| 27 | 1998 | -                   | -                | -           | |
| 26 | 1997 | -                   | -                | -           | |
| 25 | 1996 | -                   | -                | -           | |
| 24 | 1995 | -                   | -                | -           | |
| 23 | 1994 | -                   | -                | -           | |
| 22 | 1993 | -                   | -                | -           | |
| 21 | 1992 | -                   | -                | -           | |
| 20 | 1991 | -                   | -                | -           | |
| 19 | 1990 | -                   | -                | -           | |
| 18 | 1989 | -                   | -                | -           | |
| 17 | 1988 | -                   | -                | -           | |
| 16 | 1987 | -                   | 164 яхты         | 500 миль    | самая длинная гонка — 212 миль |
| 15 | 1986 | -                   | -                | -           | |
| 14 | 1985 | -                   | -                | -           | |
| 13 | 1984 | 22 июля — 5 августа | 84 яхты          | 480 миль    | самая длинная гонка — 153 мили |
| 12 | 1983 | -                   | -                | -           | |
| 11 | 1982 | -                   | -                | -           | |
| 10 | 1981 | -                   | -                | -           | |
| 9  | 1980 | -                   | -                | -           | |
| 8  | 1979 | -                   | -                | -           | |
| 7  | 1978 | -                   | -                | -           | |
| 6  | 1977 | -                   | -                | -           | |
| 5  | 1976 | -                   | -                | -           | |
| 4  | 1975 | -                   | 35 яхт           | 303 мили    | самая длинная гонка — 123 мили |
| 3  | 1974 | -                   | -                | -           | |
| 2  | 1973 | -                   | -                | -           | |
| 1  | 1972 | -                   | 8 яхт            | 100 миль    | |